# Antonia bella
Antonia bella är en tvåvingeart som beskrevs av Charles Howard Curran 1927. Antonia bella ingår i släktet Antonia och familjen svävflugor.
Artens utbredningsområde är Kongo. Inga underarter finns listade i Catalogue of Life.